# Marguerittes
Marguerittes (okcitansko Margarido) je naselje in občina v južnem francoskem departmaju Gard regije Languedoc-Roussillon. Naselje je leta 2008 imelo 8.671 prebivalcev.

## Geografija
Kraj leži v pokrajini Languedoc 9 km severovzhodno od središča Nîmesa.

## Uprava
Marguerittes je sedež istoimenskega kantona, v katerega so poleg njegove vključene še občine Bezouce, Cabrières, Ledenon, Manduel, Poulx, Redessan in Saint-Gervasy z 28.045 prebivalci.
Kanton Marguerittes je sestavni del okrožja Nîmes.